# Takhtgāh-e Ḩoseyn Solţān
Takhtgāh-e Ḩoseyn Solţān (persiska: تختگاه حسین سلطان) är en ort i Iran.   Den ligger i provinsen Kermanshah, i den västra delen av landet, 500 km väster om huvudstaden Teheran. Takhtgāh-e Ḩoseyn Solţān ligger 1 509 meter över havet och antalet invånare är 253.
Terrängen runt Takhtgāh-e Ḩoseyn Solţān är huvudsakligen kuperad, men den allra närmaste omgivningen är platt.Runt Takhtgāh-e Ḩoseyn Solţān är det ganska tätbefolkat, med 60 invånare per kvadratkilometer. Närmaste större samhälle är Kūzarān-e Sanjābī, 11,5 km öster om Takhtgāh-e Ḩoseyn Solţān. Trakten runt Takhtgāh-e Ḩoseyn Solţān består i huvudsak av gräsmarker.